# Tunna (Einheit)
Tunna, im finn. Tynngri, die Korntonne, war ein schwedisches Volumenmaß bis 1862 und wurde gehäuft verwendet. Gleiche Maßbeziehungen galten auch in Finnland.

## Umrechnung
- Getreide: 1 Tunna = 36 Kappar
- Steinkohle: 1 Tunna = 1/12 Last
- Holzkohle: 1 Tunna = 1/12 Stig = 63 Kannor (bis 1882) = 164,883 Liter
- Malz: 1 Tunna = 38 Kappar
- Salz: 1 Tunna = 34 Kappar
- Kalk: 1 Tunna = 2 Spann = 32 Kappar
- frische Heringe: 1 Tunna = 80 Liter
- Mehl und Flüssigkeiten etc.: 1 Tunna = 48 Kannor (Kanna)
- 1 Tunna (Tynngri) = 20 Kappar = 63 Kannor (1 K. = 2,617 L.) = 164,88 Liter